# Juan Senovilla Recellado
Juan Senovilla Recellado (Cuéllar, 9 de febrero de 1786 - Cuéllar, siglo XIX) fue un militar, armero y escritor español del siglo XIX.

## Biografía
Nació en Cuéllar (Segovia) el 9 de febrero de 1786, siendo hijo de Pedro Senovilla y Baltasara Recellado. Cursó sus primeros estudios en el Estudio de Gramática de Cuéllar y posteriormente se trasladó a Toledo para iniciar carrera religiosa. Al estallar la Guerra de la Independencia Española se enroló en el Ejército de Andalucía, luchando en la Isla de León y San Fernando. 
De 1824 a 1831 estuvo encargado de dirigir los caminos de la provincia de Málaga, y de 1831 a 1833 fue director de la ferrería “La Concepción” de Marbella, director de las fábricas de fusiles de Vitoria, Éibar, Bilbao, Sevilla, Oviedo y Granada y de la fábrica de pólvora de Burgos. Trazó proyectos para evitar las inundaciones del río Guadalquivir en Sevilla, y continuó con su carrera militar en el cuerpo de artillería, llegando a ser coronel en 1855. Dentro de las numerosas obras que escribió acerca de la artillería destacan:
- Memoria sobre los medios de promover y fomentar la mejora, abundancia y baratura de los fusiles (1846).
- Memoria sobre los proyectiles y las piezas con que se disparan (1847).
- Artillería ligera (1848).
- Industria militar, fábrica de fusiles, observaciones sobre cuatro proporciones contenidas en la Revista militar española (1849).